# Alojzije Jembrih

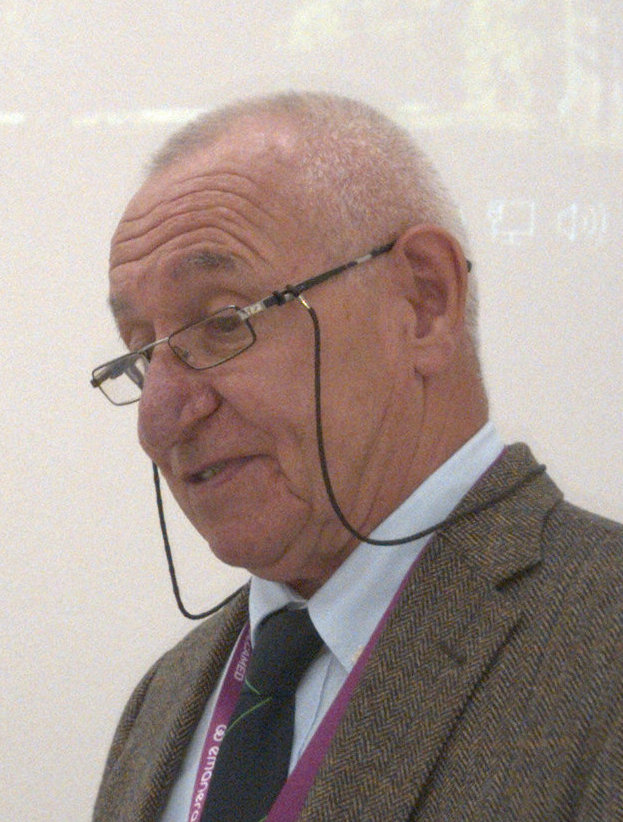
Alozije Jembrih (2019)

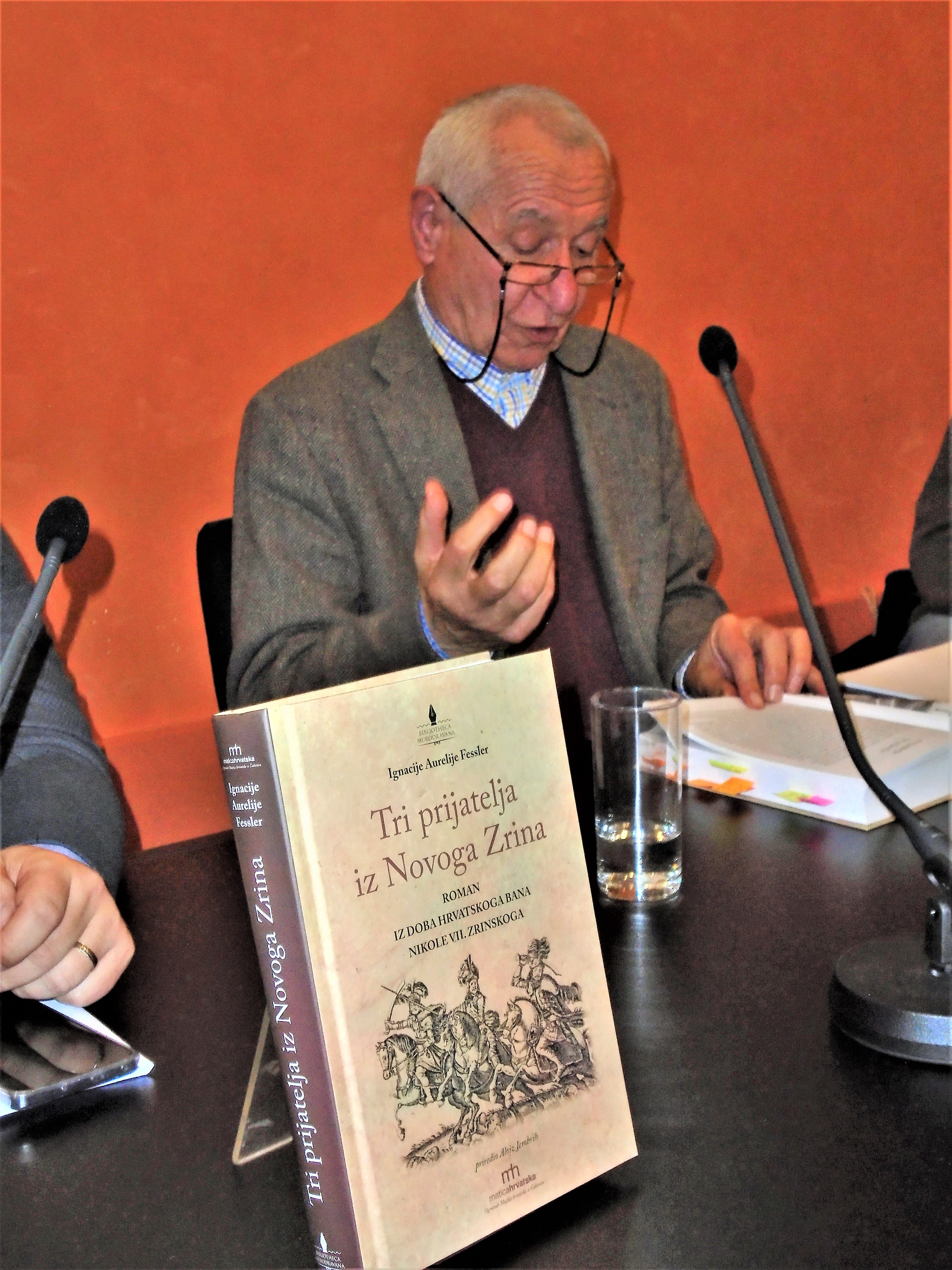
Jembrih bei der Vorstellung eines Buches in der Matica hrvatska (2022)

Alojzije Jembrih (* 11. Juni 1947 in Varaždin) ist ein kroatischer Literaturhistoriker, Sprachforscher und slawischer Philologe.

## Werdegang
Alojzije Jembrih besuchte die Volksschule in Gregurovec und Mihovljan (Gespanschaft Krapina-Zagorje) und wechselte danach an das Gymnasium Collegium Zagrabiense in Zagreb. Im Anschluss studierte er an der Universität Wien Slawistik, Kunstgeschichte und Philosophie. Im Jahr 2004 erlangte er den PhD-Titel mit der Dissertation über den kajkavischen Schriftsteller Antun Vramec aus dem 16. Jahrhundert.
Von 1978 bis 1980 war er Dozent am Institut der altslawischen Sprache in Zagreb. Von 1983 bis 1996 wurde er Lehrer der slawischen Studien in Universität Ljubljana. Jembrih lehrt auch kroatische Sprache an der Pädagogischen Hochschule Čakovec. Sein Spezialisierung ist die kajkavische Literatursprache und seine Autoren. Er ist auch der Forscher der kroatischen protestantischen Literatur aus dem 16. Jahrhundert und forschte von 1986 bis 1991 in Deutschland.